# マリー・ボシェ
マリー・ボシェ（Marie Bochet, 1994年2月9日 - ）は、フランスのパラアルペンスキー選手（上肢障害、LW6/8-2クラス）。

## 人物
1994年にフランスのシャンベリの酪農家の家に生まれる。左腕前腕に先天性の形成不全がある。
兄の影響で5歳でスキーを始め、健常者に混じって大会に参加していた。2006年にアルベールヴィルの障害者スポーツクラブに参加した。
2014年のソチパラリンピックの閉会式と、2018年の平昌パラリンピックの開会式では、フランス選手団の旗手を務めた。
また、平昌大会では国際パラリンピック委員会のアスリート委員に選出された。
2024年パリオリンピック・パラリンピック組織委員会のアスリート委員となっている。
スポーツを通じた平和運動を行う団体であるピース・アンド・スポーツの「平和のためのチャンピオン（Champions for Peace）」に選ばれている。

## 競技成績
パラリンピックには、2010年のバンクーバー大会に初出場した。5種目に出場し、女子回転（立位）では4位となるも、メダルの獲得とはならなかった。2014年のソチ大会では、5種目に出場し、4種目で金メダルを獲得した。2018年の平昌大会では、5種目に出場し、4種目で金メダルを獲得した。2022年の北京大会ではスーパー大回転で銀メダルを獲得した。
2013年、2015年、2019年の世界選手権では、パラアルペンスキーの5種目（滑降、回転、大回転、スーパー大回転、スーパー複合）の全てで金メダルを獲得した。

## 表彰
2014年には、ローレウス世界スポーツ賞の年間最優秀障害者選手賞を受賞した。
2014年には、レジオンドヌール勲章のシュヴァリエ（騎士）に叙勲された。また、2018年には、同勲章のオフィシエ（将校）に叙勲された。
2019年には、雑誌フォーブス（Forbes France）が選ぶ「2019年のフランスの女性40人」に選ばれた。